# نوئل روکور

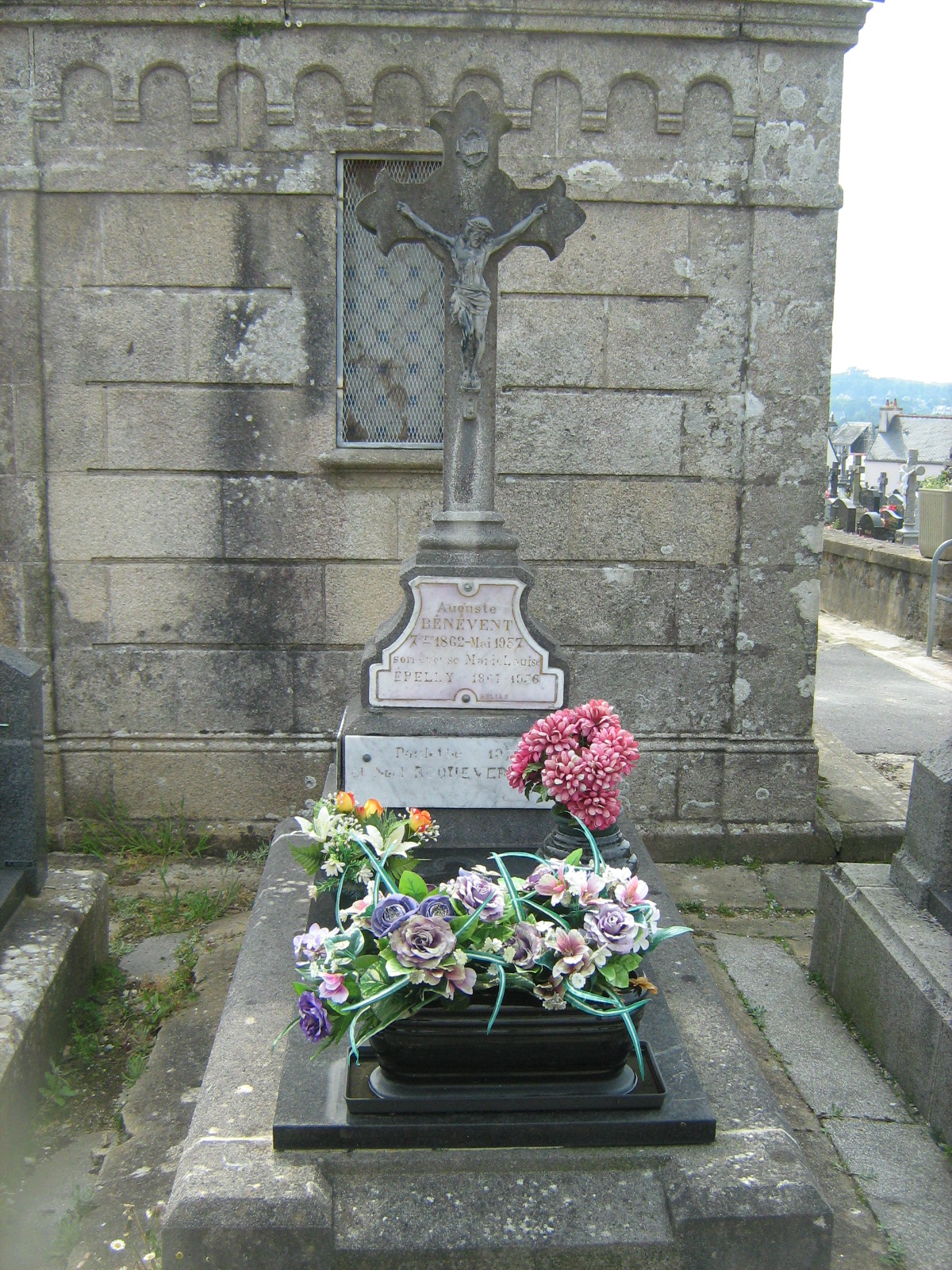
مزار نوئل روکور

نوئل روکور (فرانسوی: Noël Roquevert‎؛ ۱۸ دسامبر ۱۸۹۲ – ۶ نوامبر ۱۹۷۳) هنرپیشه سینما و تئاتر اهل کشور فرانسه بود. او در بیش از صد و هشتاد فیلم ظاهر شد.

## قسمتی از فیلمشناسی
- زنان ضعیف هستند -۱۹۵۸
- شیاطین -۱۹۵۵
- کنت دو مونت-کریستو -۱۹۵۴
- مادام دو باری -۱۹۵۴
- فانفان لا تولیپ-۱۹۵۲
- عدالت اجرا شد -۱۹۵۰
- بازگشت به زندگی -۱۹۴۹
- کلاغ -۱۹۴۳